# Tableau vivant

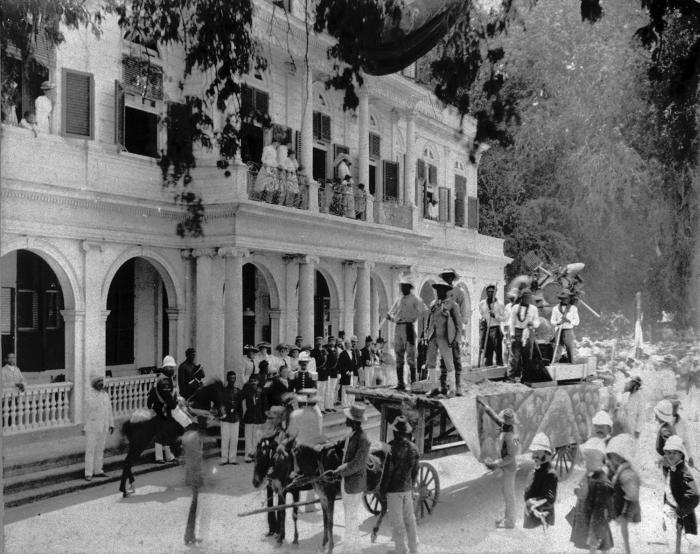
Um tableau vivant de exterior sobre a corrida ao ouro em Paramaribo, 1892.

Tableau vivant (pintura viva) é uma expressão Francesa para definir a representação por um grupo de atores ou modelos de uma obra pictórica preexistente ou inédita. O plural é tableaux vivants.
O tableau vivant foi uma forma de entretenimento que teve origem no século XIX com o advento da fotografia, onde figurantes trajados posavam como se tratasse de uma pintura. No cinema existem exemplos de representação do tableau vivant em obras como Nightwatching ou em autores como Peter Greenaway ou Luis Buñuel, onde na obra Viridiana um grupo de mendigos representa a pintura II Cenacolo de Leonardo da Vinci.